# Ejik
Ejik (ros. Эйик, jakut. Ээйик) – wieś w Ułusie oleniockim, w Jakucji, w Rosji. Według danych na rok 2021 miejscowość zamieszkiwało 336 osób.
We wsi obowiązuje zakaz sprzedaży alkoholu.